# Campanula samothracica
Campanula samothracica är en klockväxtart som först beskrevs av Árpád von Degen, och fick sitt nu gällande namn av Werner Rodolfo Greuter och Hervé Maurice Burdet. Campanula samothracica ingår i släktet blåklockor, och familjen klockväxter.

## Underarter
Arten delas in i följande underarter:
- C. s. samothracica
- C. s. sporadum